# Mirosław Skarżyński (językoznawca)
Mirosław Skarżyński (ur. 26 sierpnia 1952 w Kielcach, zm. 23 sierpnia 2019 w Kielcach) – polski językoznawca, profesor nauk humanistycznych, działacz opozycji w okresie PRL.

## Życiorys
W 1977 ukończył studia na Uniwersytecie Jagiellońskim. Rozprawę doktorską pt. Próba zastosowania metody gniazdowej do opisu słowotwórstwa współczesnej polszczyzny obronił w 1985. Stopień naukowy doktora habilitowanego uzyskał w 1996 na Wydziale Filologicznym UJ w oparciu o pracę Części mowy i ich kategorie w gramatykach polskich XIX i XX w. Tytuł profesora nauk humanistycznych otrzymał 19 kwietnia 2002.
W latach 1977–1986 zatrudniony był w Instytucie Kształcenia Nauczycieli w Kielcach. W 1986 rozpoczął pracę wykładowcy na UJ, w 2012 objął stanowisko profesora zwyczajnego w Katedrze Współczesnego Języka Polskiego. W latach 1997–98 prowadził także wykłady na  Uniwersytecie Wileńskim. W pracy naukowej zajął się m.in. historią polskiego językoznawstwa, słowotwórstwem współczesnej polszczyzny i kulturą języka polskiego. W 2003 utworzył internetową poradnię językową Wydziału Polonistyki UJ, którą prowadził do 2011. W 2010 podjął współpracę z Polskim Radiem Kraków jako ekspert popularnonaukowej audycji pt. „Podglądanie języka”.
W latach 80. związany z opozycją antykomunistyczną. We wrześniu 1980 wstąpił do NSZZ „Solidarność”; został wiceprzewodniczącym komisji zakładowej w Instytucie Kształcenia Nauczycieli w Kielcach. Od grudnia 1980 redagował „Biuletyn Informacyjny ZR Świętokrzyskiego «S»”, natomiast od marca do sierpnia 1982 – „Monitor Świętokrzyski”. Następnie do października 1982 internowany był w Ośrodku Odosobnienia w Kielcach-Piaskach. Po zwolnieniu do 1984 kolportował wydawnictwa podziemne.
Był założycielem i pierwszym redaktorem naczelnym półrocznika LingVaria, wydawanego przez Instytut Polonistyk UJ.

## Wybrane publikacje
- Mały słownik słowotwórczy języka polskiego dla cudzoziemców, Kraków 1989.
- Części mowy i ich kategorie w gramatykach polskich XIX i XX wieku (1817–1938), Kraków 1994.
- Powstanie i rozwój polskiego słowotwórstwa opisowego, Kraków 1999.
- Słownik przypomnień gramatycznych, Kraków 2000.
- Liczebniki w słowotwórstwie współczesnej polszczyzny. Studium gniazd słowotwórczych, Kraków 2000.